# Ed Emshwiller
Edmund Alexander Emshwiller (Lansing, 16 febbraio 1925 – Santa Clarita, 27 luglio 1990) è stato un artista, illustratore e regista statunitense.
Si distinse per le sue copertine per riviste e romanzi di fantascienza e per i suoi esperimenti cinematografici nell'ambito dell'animazione digitale. Solitamente si firmava come "Emsh" ma usò anche altri nomignoli, come "Ed Emsh", "Ed Emsler", "Willer" e altri.

## Biografia
Nato a Lansing, Michigan da discendenza tedesca, si laureò all'Università del Michigan nel 1947 e studiò tra il 1949 e il 1950 all'École des Beaux Arts di Parigi con sua moglie, la scrittrice Carol Emshwiller (nata Fries), sposata il 30 agosto dello stesso 1949. Frequentò poi nel biennio 1950-1951 l'Art Students League of New York.

### Illustrazioni
Dal 1951 al 1979, mentre viveva a Levittown, nello stato di New York, Emshwiller realizzò illustrazioni per copertine e interni per dozzine di tascabili e riviste di fantascienza, in particolare Galaxy Science Fiction e The Magazine of Fantasy & Science Fiction. Debuttò sulle riviste pulp con circa cinquanta illustrazioni di interni. Tra il 1951 e il 1952 disegnò anche la sua prima copertina per un romanzo, ovvero l'edizione tascabile statunitense di Odd John (edito da Galaxy Publishing Corp.). Poiché sperimentò una certa varietà di tecniche, non stabilì mai un vero e proprio "stile Emsh".

### Film e cortometraggi
Nel 1964 una sovvenzione da Ford Foundation permise a Emshwiller di coltivare il suo interesse per il cinema. Attivo infatti nel movimento New American Cinema tra gli anni sessanta e i primi settanta, ideò performance multimediali, cine-danze e film sperimentali, come il mediometraggio di trentotto minuti Relativity (1966). Fu anche direttore della fotografia di alcuni documentari, come Painters Painting (1972) di Emile de Antonio, e lungometraggi, tra i quali Time of the Heathen (1964) e  Hallelujah the Hills di Adolfas Mekas (1963). Le sue riprese di Bob Dylan che cantava Only a Pawn in Their Game il 6 luglio 1963 ad un Voters' Registration Rally di Greenwood, Mississippi, furono usati da Jack Willis per il documentario del 1963 The Streets of Greenwood e per quello di D. A. Pennebaker Dont Look Back (1967).
I suoi film degli anni sessanta erano per lo più girati con pellicola 16 millimetri a colori e alcuni di questi includevano doppie esposizioni create semplicemente riavvolgendo le riprese. In tal senso, fu uno dei primi artisti video. Con Scape-Mates (1972), iniziò i suoi esperimenti con l'animazione al computer. Nel 1979, diresse Sunstone, un rivoluzionario video in animazione 3D prodotto mentre era al Computer Graphics Lab del New York Institute of Technology, con alcuni software di Alvy Ray Smith, Lance Williams e Garland Stern. Fu esibito al SIGGRAPH '79, al Mill Valley Film Festival del 1981 e in altri concorsi cinematografici. Nel 1979, venne mandato in onda dalla WNET nel programma Video/Film Review e un suo fotogramma venne usato come copertina del saggio Fundamentals of Interactive Computer Graphics, pubblicato nel 1982 da Addison-Wesley.

### CalArts
Dopo un periodo come artista in residenza presso il Television Laboratory WNET/13 (New York), dove lavorò agli effetti speciali del film The Lathe of Heaven, si trasferì in California, dove fondò lo studio CalArts Computer Animation Lab e fu presidente della School of Film/Video presso il California Institute of Arts dal 1979 al 1990. Fu anche prevosto dal 1981 al 1986.
Nel 1987, ideò un'opera video elettronica, Hunger, per il Los Angeles Arts Festival del 1987, in collaborazione con Morton Subotnick. Fu il suo ultimo lavoro cinematografico, presentato anche nell'ottobre del 1989 all'Ars Electronica Festival di Linz, Austria.

### Influenza culturale
One of Emshwiller's neighbors in Levittown was Bill Griffith, later acclaimed for his Zippy syndicated comic strip, and Griffith's parents sometimes posed as models for Emshwiller's illustrations. Griffith, who credited Emshwiller as an influence on his becoming an artist, was painted by Emshwiller into the front cover of Original Science Fiction (September 1957). Griffith commented, "He didn't point me to cartooning, but he pointed me into art in general and showed me a way of understanding how within one artist, there could exist this pop culture impulse and a fine art impulse.

### Archivi e riconoscimenti

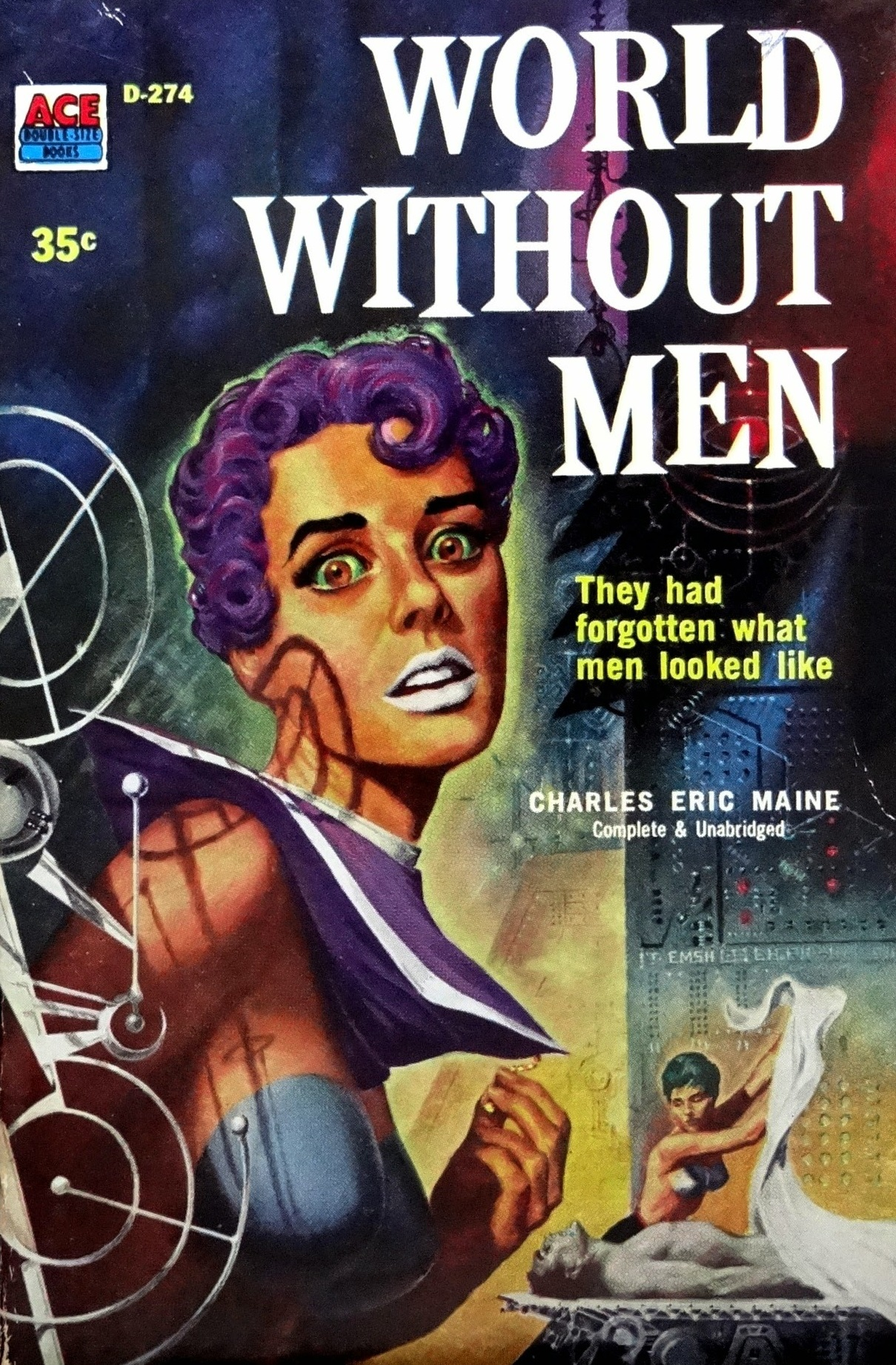
Copertina di Emshwiller del romanzo Mondo di donne di Charles Eric Maine, pubblicata da Ace Books nel 1958

Emshwiller vinse alla prima edizione degli Hugo Awards del 1953 il premio come miglior "Cover Artist" (ex aequo con Hannes Bok). Gli artisti di copertina e gli illustratori di interni non vennero successivamente distinti dall'Hugo Award come miglior artista professionista; che Emshwiller ottenne quattro volte negli anni sessanta. Il 16 giugno 2007, fu il terzo artista inserito nella Science Fiction Hall of Fame. Chesley Bonestell e Frank Kelly Freas lo precedettero rispettivamente nel 2005 e nel 2006.
I disegni di Emshwiller sono conservati negli archivi del California Institute of Arts.

### Vita privata
Carol e Ed Emshwiller ebbero tre figli: Eve Emshwiller, la sceneggiatrice Susan Emshwiller (Pollock) e l'attore-romanziere Stoney Peter Emshwiller (The Host, Short Blade). I membri della famiglia, incluso suo fratello Maclellan Emshwiller, servivano spesso da modelli nelle sue illustrazioni.
Emshwiller morì di cancro il 27 luglio 1990 a Santa Clarita, in California, dove fu cremato.